# Carl Curt von der Osten
Carl Curt von der Osten, auch Carl von der Osten, (* 1672; † 1724) war Landrat des Osten- und Blücherschen Kreises in Hinterpommern.

## Leben
Er stammte aus der uradligen Familie von der Osten und war Erbherr auf den Gütern Karstorf, Woldenburg, Witzmitz und Stölitz. Sein Vater Heinrich Adam von der Osten (1626–1682) war Generalquartiermeister in kurbrandenburgischen Diensten. Seine Mutter Ursula war eine geborene von Heydebreck. Zu seinen Geschwistern gehörte Friedrich Alexander (1668–1736), der preußischer Minister und Kammerpräsident wurde.
Carl Curt von der Osten trat in die Württembergische Armee ein, in der er bis zum Kapitän aufstieg. Im Jahre 1713 wurde er Landrat des Osten- und Blücherschen Kreises in Hinterpommern.
Er war verheiratet mit Dorothea Margarethe, einer geborenen von Maltzahn. Sein Sohn Christoph Friedrich wurde später ebenfalls Landrat des Osten- und Blücherschen Kreises.